# Aceclofenac
L'aceclofenac è il principio attivo appartenente alla classe dei farmaci antinfiammatori non steroidei, ed in particolare al gruppo delle sostanze arilacetiche. Il farmaco viene utilizzato dai clinici per ridurre il dolore e la flogosi in particolare nelle malattie muscoloscheletriche.

## Farmacocinetica
Aceclofenac dopo somministrazione per via orale ed intramuscolare è rapidamente assorbito. Il picco plasmatico (Cmax) viene raggiunto in 1 ora (via di somministrazione intramuscolare) o 3 ore (via orale). La biodisponibilità è vicina al 100% e l'emivita plasmatica è mediamente di 4 ore. Nel liquido sinoviale aceclofenac raggiunge concentrazioni pari a circa il 57% dei livelli plasmatici. L'affinità per le proteine plasmatiche è estremamente elevata (> 99%).

Circa il 65% della dose somministrata è eliminata per via urinaria, principalmente sotto forma di idrossimetaboliti.

## Usi clinici
Nella terapia della artrosi, artrite reumatoide e spondilite anchilosante.

Il farmaco è stato anche utilizzato per ridurre il dolore postoperatorio. Tuttavia in una recente Cochrane review si conclude affermando che non vi sono prove di efficacia di aceclofenac nel dolore acuto postoperatorio (almeno 150 mg in dose singola) assunto per via orale e, dato il gran numero di farmaci efficaci disponibili nella classe degli analgesici, il suo uso in questa indicazione non è giustificato.

## Effetti collaterali ed indesiderati
In corso di trattamento si possono verificare nausea, vomito, diarrea o costipazione, dolore addominale, flatulenza, melena ed ematemesi.

In alcuni pazienti si possono verificare broncospasmo, ematuria, capogiro e vertigini, insonnia, cefalea ed aumento di AST ed ALT con talvolta evoluzione ad epatite. Ulcere peptiche, perforazione o emorragia gastrointestinale, a volte fatale sono state segnalte in particolare nei soggetti anziani. Relativamente comune la comparsa di rash cutaneo e dermatiti. Più rare le reazioni bollose, la sindrome di Stevens-Johnson e la necrolisi tossica epidermica.

## Controindicazioni
Sconsigliato negli infanti e in soggetti con insufficienza renale,in pazienti con cardiopatia ischemica, Arteriopatia obliterante periferica, malattie cerebrovascolari, o insufficienza cardiaca congestizia di grado II-IV (Classificazione New York Heart Association-NYHA). Inoltre da evitare in caso di porfiria.

## Dosi terapeutiche
In genere il farmaco è assunto alla dose giornaliera raccomandata di 1 compressa da 100 mg ogni 12 ore.

Nel trattamento del pazienti anziano è necessaria estrema cautela, particolarmente se il paziente presenta alterazioni della funzionalità renale o epatica, disfunzioni cardiovascolari o presenta rischio di interazione con altri contemporanei trattamenti farmacologici.

## Interazioni
Aceclofenac come altri FANS può ridurre l'effetto dei diuretici e di altri farmaci antiipertensivi. In alcuni soggetti con funzione renale compromessa la contemporanea somministrazione di aceclofenac ed un ACE inibitore od un antagonista dell'angiotensina II  può determinare un ulteriore peggioramento della funzione renale con evoluzione verso una insufficienza renale acuta, in genere reversibile.